# Lavras
Lavras es un municipio brasileño del estado de Minas Gerais, que se ubica en la mesorregión del Campo das Vertentes. Localizada a 919 metros de altitud, en latitud 21° 14' 43 sur y longitud 44° 59' 59 oeste, y ocupa una superficie de 566,1 km². Su población censada en 2010 és de 92.171 habitantes y estimada en 2012 en 94.228 habitantes, pero posee una población flotante aproximada de 122.000 debido a sus universidades locales y la influencia económica que tiene en su región.

## Historia
El arraial dos Campos de Sant'Ana das Lavras do Funil fue fundado en la primera mitad del siglo XVIII, en 1720 o 1729. Los primeros habitantes fueron Francisco Bueno da Fonseca, sus hijos y otros sertanistas, que buscaban oro y la abertura de nuevos caminos hasta las Minas dos Goiases. En 1737 los exploradores recibieron del gobernador Martinho de Mendonça una carta de sesmaria que confirmaba la ocupación de la región, que se despuntaba en la agricultura y pecuaria.
El rápido desenvolvimiento del pueblo, hizo con que la sede parroquial fuera transferida de Carrancas para Lavras en 1760. En 1813 el arraial fue elevado a la categoría de freguesia, cuando del desmembramiento de Carrancas. Ya en la época del Imperio, Lavras obtuvo su emancipación política y administrativa pasando a condición de villa en 1831 y ciudad en 1868. Después de la Proclamación de la República, Lavras se consolidó como uno de los más importantes polos regionales de Minas Gerais.
El municipio de Lavras, después de desmembramientos político-administrativos en 1938, 1943, 1948 y en princípio de los años 1960, fue perdendo sus distritos para municipios vecinos que se crearon y hoy tiene distrito único: la sede urbana.

### Crecimiento poblacional
| Año  | Población |
| ---- | --------- |
| 1991 | 65.893    |
| 1996 | 72.659    |
| 2000 | 78.772    |
| 2007 | 87.421    |
| 2010 | 92.171    |
| 2012 | 94.228    |

## Circunscripción eclesiástica
La parroquia local pertenece a la diócesis de São João del-Rei.